# Partit dels i les Comunistes de Catalunya
El Partit dels i les Comunistes de Catalunya (en español Partido de los y las Comunistas de Cataluña, abreviado PCC) fue un partido político español de ámbito catalán e ideología comunista. Surgió en 1982 al escindirse el llamado sector "prosoviético", opuesto al eurocomunismo, del Partido Socialista Unificado de Cataluña (PSUC).
Su periódico mensual fue Avant y su organización juvenil CJC-Joventut Comunista (CJC-Juventud Comunista). En noviembre de 2014 se disolvió en un nuevo partido llamado Comunistes de Catalunya.

## Evolución

### Fundación
En el V Congreso del PSUC, celebrado en enero de 1981, las tesis eurocomunistas, entonces vigentes en el Partido, fueron derrotadas por las más ortodoxas y Pere Ardiaca, que en 1936 era miembro del Partido Comunista de Cataluña cuando este se fusionó con otros partidos para fundar el PSUC y fue miembro del primer Comité Ejecutivo del PSUC, fue elegido como nuevo presidente del partido, con Francisco Frutos como secretario general. Sin embargo, en mayo, el Comité Central del PSUC, a petición del Comité Ejecutivo, recuperó la definición de "eurocomunista" del partido, con la oposición del sector prosoviético. Ante estos hechos, Ardiaca se negó a aceptar los términos de la resolución, y fue finalmente destituido por el comité central del PSUC el 4 de julio. El 12 de julio, la IV Conferencia Nacional del PSUC ratificó la adopción, de nuevo, del eurocomunismo. Ante la gravedad de la crisis, el comité central decidió convocar un congreso extraordinario, lo que fue desautorizado por el sector prosoviético, acusando a los comités ejecutivo y central de haber vulnerado "la política aprobada por el quinto congreso".
A raíz de la publicación de estas críticas, el Comité Central decidió sancionar y en algunos casos expulsar, como en el caso de Ardiaca, a los representantes del sector prosoviético, acusados de "fraccionalistas". Finalmente, el sector prosoviético dejó el PSUC, y en abril de 1982 se constituyó el Partit dels i les Comunistes de Catalunya (PCC), del cual Ardiaca fue elegido presidente.
En diciembre de 1981, cuatro de los diputados del PSUC en el Parlamento de Cataluña pertenecientes al sector prosoviético, dejaron el grupo parlamentario comunista y pasaron a ser no adscritos.
El primer Comité Ejecutivo lo forman: Pere Ardiaca (presidente), Juan Ramos (secretario general), Josep Serradell (coordinación), Rafael Juan (prensa y propaganda), Paco Trives (organización), Joan Tafalla (dirección del órgano de comunicación), Leopoldo Espuny (política internacional), Aurora Gómez (secretaría de la mujer), Celestino Sánchez Ramos (relaciones políticas), Marià Pere (movimiento ciudadano y política institucional); José María Corral (relación con los medios de comunicación), Jaume Balcells (política agraria), Justiniano Martínez (movimiento obrero), Lluís Orri (responsable político de Barcelona), Josep Espin (responsable político del Vallés Occidental), Juan Muñiz (responsable político del Bajo Llobregat), Marçal Giró (formación), Quim Boix y Alfred Clemente (sin cartera).
Además de los 4 diputados (Chema Corral, Pere Ardiaca, Celestino Sánchez y Juan Ramos) en el Parlamento de Cataluña que pasaran al PCC, prácticamente un centenar de concejales que habían sido elegidos en las elecciones municipales por el PSUC pasaron a las filas del nuevo Partido, destacando por encima de todos, el caso de Barbera del Vallès, donde de los 12 concejales electos por la lista del PSUC, once pasaron al grupo no adscrito de concejales del PCC. El traspaso de militantes comunistas del PSUC al PCC en 1982 difiere según la zona y sectores, pero los datos oficiales del PSUC y del PCC reflejan que si bien el PSUC tenía antes del V Congreso una afiliación próxima a los 25 000 militantes, con la ruptura, aproximadamente 8000 pasaron al PCC.

## Desarrollo del PCC
En 1984 el PCC fue uno de los impulsores de la creación del Partido Comunista de los Pueblos de España (PCPE), convirtiéndose así el primero en representante del segundo en Cataluña. Para dicha tarea, el PCC envió a Madrid a una docena de cuadros políticos, tanto del propio PCC como de la organización juvenil, como el secretario de organización Josep Serradell o el secretario general de las juventudes, Josep Miquel Céspedes. Ese mismo año, en las elecciones al Parlamento de Cataluña, el PCC alcanzó su techo electoral como partido en solitario, obteniendo 71 130 votos, que supusieron el 2,79 % de los votos. El límite del 3 % requerido para entrar en el Parlament le impidió al PCC ocupar los dos escaños que, sin mínimo de votos, hubiese obtenido.
En 1987, el PCC participó en la creación de la coalición Iniciativa per Catalunya, junto con el PSUC y ENE. Dos años más tarde, en 1989, el PCC fue apartado de la coalición. En ese mismo año, Juan Ramos Camarero fue elegido secretario general del PCPE y la secretaría general del PCC fue ocupada por Marià Pere.
En 1994 el PCPE y el PCC rompieron la hermandad, pasando desde ese año el Partit Comunista del Poble de Catalunya (PCPC) a ser la nueva organización representante del PCPE en Cataluña. A mediados de la década de 1990 el PCC impulsó, junto a otras organizaciones, una plataforma político social llamada Unitat d'Esquerres ("Unidad de Izquierdas") que acabaría convirtiéndose en Esquerra Unida i Alternativa en 1998. El PCC por lo tanto, participa en la creación de EUiA junto al PSUC-viu, el POR, Col.lectiu per una Esquerra Alternativa, Col.lectius llibertaris, el Partido de Acción Socialista (PASOC) y miembros de diferentes organizaciones sociales independientes de la izquierda catalana.
Tras una reflexión que se extendió entre 1998 y 2006, el PCC adoptó un nuevo esquema organizativo. Según los documentos del partido, a los postulados de organización de masas y de vanguardia que se viene teorizando desde 1983, se suma la necesidad de que el PCC sea un verdadero partido orgánico de la sociedad.

## Frente de Izquierdas
El proyecto del PCC es el denominado "Frente de Izquierdas" (Front d'Esquerres) en Cataluña. Esta tesis fue elaborada en 1983 y ampliada en las diferentes conferencias políticas y congresos de la formación.
Se apuesta por la construcción de una gran alianza en torno a la clase obrera, mediante la cual hacer posible una política de transformaciones políticas, sociales, económicas y culturales radicales. Se analiza de forma crítica la renuncia a la ruptura con la dictadura franquista y la aceptación de los partidos de entonces a la reforma, lo que provocó, según el PCC, la pérdida de la tradición unitaria del pueblo de Cataluña y que la "burguesía" continuase teniendo un papel dirigente en la sociedad. Además se desmovilizó y desorganizó a la militancia para encauzarla hacila las instituciones, por lo que el PCC considera que la tarea principal es reconstruir la unidad de clase y la unidad de la izquierda.
Más adelante se afirma que el frente de izquierdas no puede avanzar sin que exista un Partido Comunista fuerte con capacidad articuladora de las fuerzas sociales y políticas en la lucha por la aplicación de un programa de izquierdas transformador. Un Frente de Izquierdas por lo tanto, debe articular fuerzas político-sociales de izquierdas, coordinando el trabajo por el programa de izquierdas, consiguiendo convertirse en una alternativa de poder de izquierdas. El Frente de Izquierdas debe estar organizado en todos los niveles de la sociedad, incluyendo a todas las fuerzas que estén dispuestas a unirse. En el marco partidista, la propuesta del PCC habla del frente de izquierdas capaz de agrupar a las tres corrientes fundamentales de la izquierda catalana: la corriente "reformista" (PSUC), la nacionalista (ERC y ENE) y la comunista (PCC).
En los planos económico, social, cultural y político el PCC pretende vertebrar los movimientos de resistencia al capitalismo y orientarlos en la perspectiva superadora del socialismo. Organizaciones como los sindicatos, asociaciones de vecinos, movimientos sociales, plataformas unitarias, movimientos feministas y por la igualdad de género, movimientos ecologistas, por la cultura... son las organizaciones donde el PCC pretende organizar el frente de izquierdas.
Los cambios organizativos que finalizaron en el XII Congreso del PCC muestran una apuesta decidida por la consolidación de la organización como un "partido orgánico de la sociedad y de cuadros revolucionarios". Por otra parte, militantes del PCC forman parte de la nueva dirección de Comisiones Obreras (CCOO), de Izquierda Unida (IU), de Esquerra Unida i Alternativa y del Partido de la Izquierda Europea.
Los principios y postulados del PCC se agrupan en 7 puntos básicos, las llamados "7 propuestas para una política de izquierdas".

## El PCC hasta 2014
El PCC estuvo integrado en EUiA, trabajó en Comisiones Obreras (CCOO), donde participa en el sector crítico del sindicato en Cataluña, aglutinando, según el IX Congreso de CCOO celebrado en 2008, a más del 43 % del sindicato. Este sector crítico apoyó en dicho Congreso la candidatura de Ignacio Fernández Toxo, que resultó ganadora. La dirección de Toxo cuenta entre sus dirigentes con Jordi Ribó, miembro del PCC que es junto a José Fuentes, los dos miembros del PCC que participan en la Ejecutiva Confederal de CCOO.
Por otra parte, la revista teórica del PCC (Realitat) volvió a editarse con regularidad a partir de 2010, recuperando así la revista de profunda elaboración teórica e intelectual de los comunistas y de amplios sectores de la izquierda transformadora.

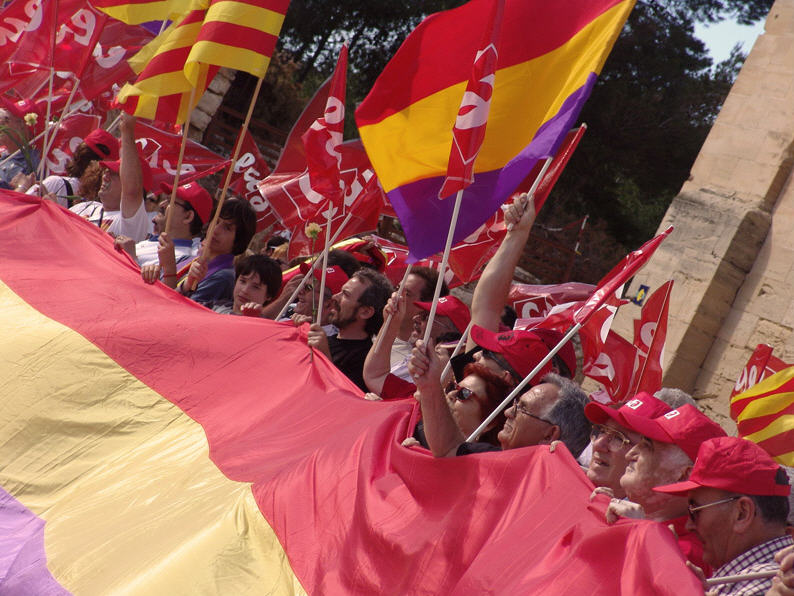
Militantes de EUiA en Corbera de Ebro.

El coordinador de EUiA es Jordi Miralles y diputado al Parlamento de Cataluña por ICV-EUiA. Merce Civit, también diputada, y Joan Josep Nuet, senador, también elegido por la coalición ICV-EUiA, son miembros del Comité Ejecutivo y del Comité Central del PCC. En EUiA, el PCC es miembro mayoritario, agrupando en su corriente a más del 80 % de la militancia, según la última Asamblea Nacional, donde no hubo candidatura alternativa a la propuesta de Nou Impuls. Jordi Miralles salió elegido con un 92 % de los votos de los delegados. La candidatura dirigida por el PCC fue capaz de agrupar en su seno a militantes independientes, del POR, del PASOC y un sector del PSUC-viu.
Entre el 23 de enero y el 24 de enero de 2010 se celebró el XII Congreso del PCC, donde se puso punto final a la reorganización del Partido que se inició en el VIII Congreso. En este Congreso hubo una renovación en el Comité Central, se puso punto final al nuevo modelo organizativo y salió elegido como nuevo secretario general Joan Josep Nuet, senador de EUiA y responsable del Área de Organización de IU. El Congreso tuvo lugar en las Cocheras de Sants, en donde los casi 400 delegados (en representación de los más de 2000 afiliados del PCC) de federaciones y territorios de la organización participaron en las jornadas de discusión y votación.
Joan Josep Nuet sucede así en la secretaría general a Marià Pere, que llevaba en esta responsabilidad desde el VIII Congreso del PCC.

## Resultados electorales
| Elecciones y fecha              | Votos  | %    | Diputados (d) Concejales (c) |
| ------------------------------- | ------ | ---- | ---------------------------- |
| Congreso de los Diputados, 1982 | 47 333 | 1,37 | -                            |
| Municipales, 1983               | 68 451 | 2,28 | 73 c.                        |
| Elecciones autonómicas, 1984    | 71 130 | 2,79 | -                            |
| Congreso de los Diputados, 1986 | 50 689 | 1,60 | -                            |
| Parlamento Europeo, 1989        | 33 948 | 1,43 | -                            |
| Congreso de los Diputados, 1989 | 31 966 | 1,01 | -                            |
| Municipales, 1991               | 23 989 | 0,88 | 09 c.                        |
| Elecciones autonómicas, 1992    | 22 181 | 0,84 | -                            |

En las elecciones al Parlamento de Cataluña de 1995 el PCC formó parte de la coalición Iniciativa per Catalunya-Els Verds (IC-EV) con Iniciativa per Catalunya y Els Verds-Confederació Ecologista de Catalunya, obteniendo un diputado autonómico, de los once que obtuvo la coalición, por la circunscripción de Barcelona, el secretario general de los CJC - Joventut Comunista, Fidel Lora. Desde 1998, el PCC forma parte de la coalición Esquerra Unida i Alternativa, mediante la cual se ha presentado al resto de comicios hasta la actualidad.
En las elecciones al Parlamento de Cataluña de 2006, el PCC consiguió dos diputados autonómicos, como parte de EUiA, que se presentó en coalición con Iniciativa per Catalunya Verds, así como un senador por designación autonómica, Joan Josep Nuet. El PCC tuvo representación en la consejería de Medio Ambiente y Vivienda, así como en la de Relaciones Institucionales, habiéndose negado, por otra parte, a participar en la consejería de Interior. En las elecciones municipales de 2007, EUiA obtuvo 70 concejales y dos alcaldías en Cataluña.
En las elecciones al Parlamento de Cataluña de 2010, el PCC consigue de nuevo revalidar sus dos diputados nacionales, Jordi Miralles y Mercè Civit, como parte de EUiA, que se presentó en coalición con Iniciativa per Catalunya Verds, así como un senador por designación autonómica, Joan Josep Nuet.
En las eleccions municipales de 2011, el PCC integrado en EUiA consigue mejorar su representación en concejales y mantiene sus alcaldías.
En las elecciones generales de 2011, EUiA participa en coalición con ICV en Cataluña, sumada a la coalición de Izquierda Unida - Los Verdes. En dichas elecciones, la coalición obtiene 3 diputados, siendo uno de ellos - Joan Josep Nuet - secretario general del PCC y de Esquerra Unida i Alternativa.

## El PCC y la "Syriza catalana"
Desde la victoria de Joan Josep Nuet para la secretaría general del PCC y posteriormente a la coordinación general de Esquerra Unida i Alternativa, se lanzó la propuesta de la "Syriza catalana" haciendo referencia a la coalición -y posteriormente partido- de la izquierda anticapitalista griega.
A lo largo del 2011 y 2012 se produjeron las primeras reuniones entre Joan Josep Nuet y responsables de partidos del centro-izquierda y la izquierda de Cataluña, como el PSC, ICV, ERC, CUP, En Lluita o Izquierda Anticapitalista.

## El PCC y la unidad comunista
A partir de la victoria de Joan Josep Nuet en la secretaría general del PCC se impulsó de manera decisiva el proceso de unidad orgánica de los comunistas en Cataluña. A partir del 2010 se empieza a preparar el terreno para este objetivo y es a principios del 2013 cuando el PCC da un paso decisivo, creando una comisión especifica para la unidad
Un momento importante del proceso tuvo lugar el 1 de mayo de 2013, cuando en el marco de la manifestación por el día del trabajador, el PCC junto al PSUCviu y personas del entorno conformaron un bloque unitario comunista. Así mismo, los dos partidos más representativos del comunismo en Cataluña acordaron un texto de apoyo al proceso de unidad comunista.
La unificación de los dos partidos es una parte más de un proceso más amplio y que pretende agrupar a todas las expresiones del comunismo en un solo partido. Entre los dos partidos, también han tenido lugar otras acciones como la organización conjunta de una fiesta, que pretende ser anual
La fiesta tuvo en primer lugar una "taula rodona" con la participación de activistas destacados del espacio comunista catalán como Fidel Lora, Joan Tafalla, David Fernàndez, Alfred Clemente y Joan Josep Nuet. Así mismo, la comida de la fiesta agrupó a más de mil asistentes y contó con una conferencia del diputado de IU Alberto Garzón.

## Disolución del PCC y fundación de Comunistes de Catalunya
En coherencia con sus postulados unitarios, el 14.º Congreso del PCC decidió por amplia mayoría la disolución del partido y la aportación de todo su capital humano, político y material a una nueva organización unitaria de los comunistas: Comunistes de Catalunya. El 1 de noviembre de 2014 en La Farga de Hospitalet de Llobregat, los y las militantes del PCC disuelto confluyeron con otros sectores comunistas, procedentes del PSUC Viu y de colectivos comunistas sin partido, en la fundación de Comunistes de Catalunya. El Comité Central surgido del primer congreso de la nueva organización eligió a Joan Josep Nuet como secretario general del nuevo partido.